# Taira lunaris
Taira lunaris är en spindelart som beskrevs av Wang och Y. Ran 2004. Taira lunaris ingår i släktet Taira och familjen mörkerspindlar. Inga underarter finns listade i Catalogue of Life.